# 東京大渇水

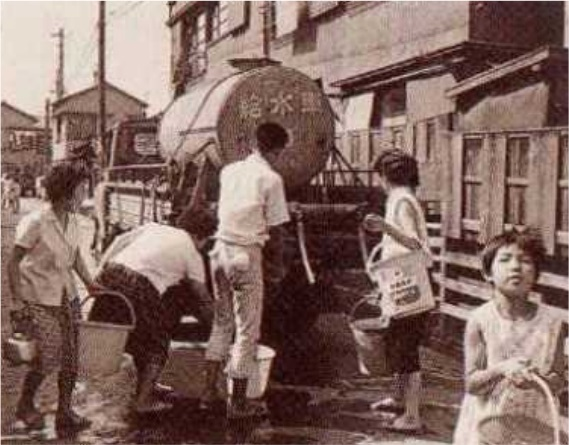
給水車による水の配給

東京大渇水（とうきょうだいかっすい）は、1960年代はじめ東京で起こった深刻な水不足。1964年のそれは特に深刻で、オリンピック渇水、東京砂漠とも呼ばれた。

## 背景
首都圏はもともと水利に恵まれた土地ではなく、1960年代を迎えるまで東京の上水道は小河内ダムなどの多摩川水系にもっぱら依存していたが、多摩川水系は集水域が狭いため供給量が不充分で、もう一つの荒川水系も水量の変化が大きく扱いづらいという難点があった。特に戦後の東京は、人口急増と水道普及、高度経済成長による工業用水の需要増大、電気洗濯機や水洗トイレの普及、都市のスプロール化、乱開発といった多くの要因により、予想を大きく上回るペースで水需要が急伸した。
かくして、1958年から東京は毎年のように渇水に見舞われるようになった。多摩川水系の淀橋浄水場の上水供給はもはや限界に達し、なおかつ1960年から1962年にかけて平均降雨量が平年の半分以下になる異常気象で多摩川水系の長期渇水が続いたこともあいまって、東京の大規模な水不足は慢性化した。東京都は1961年10月から20%の制限給水を開始、1962年7月には35%の制限給水に強化され、22時〜翌朝5時および10時〜16時は蛇口から水が出ないという状態となり、一般家庭はもとより工業用水を利用する製造業も打撃を受けた。
水不足対策として1960年に江戸川取水の金町浄水場が拡張されていたが、問題の解決には到底至っていなかった。政府・自民党は1960年春に水資源対策特別委員会を緊急に立ち上げ、省庁間の調整を経たうえで、政府に代わり総合的・計画的に水資源を開発する水資源開発公団（現・水資源機構）を1962年5月に発足させた。そして流域面積が広い利根川を東京の新たな主要水源とすべく、武蔵水路で利根川と荒川を結び導水するなどの大規模な水資源開発にとりかかった。しかし利根川上流ダム群は1967年以降の完成見込みであり、急場を凌ぐため、荒川から取水できるよう1963年11月に秋ヶ瀬取水堰と朝霞水路の着工にとりかかった。また1963年には江戸川系拡張事業により江戸川からの取水を強化、1964年には中川・江戸川系緊急拡張事業により中川の余剰水を江戸川へ導水するといった事業も相次いで行なわれた。

## 経過
東京オリンピックを目前に控えた1964年の東京の渇水は特に深刻で、この年は5月から降雨が少なく、夏に入ると小河内ダム、村山貯水池、山口貯水池の総貯水量が満水時の1.6%まで落ち込み、湖底は干上がってひび割れた。
7月には渇水は極めて深刻なレベルとなった。7月22日には国、水資源開発公団、東京都の関係各者で東京都水不足緊急対策会議が持たれ、利根川からの通水を急がせると結論づけた。また五輪担当大臣の河野一郎は、オリンピックで世界の注目が東京へ集まることを念頭に、秋ヶ瀬取水堰の完成を10月から8月末に繰り上げるよう厳命した。一方、衆議院の社会労働委員会はこの渇水災害を取り上げ、超党派で「人道の問題」と当局を追求した。
渇水が続くまま8月となり、国は2万5千人の自衛隊員を応援に派遣、16日間に215台の給水車で7000立方メートルの応急給水を病院や家庭に対して行なった。さらに警視庁や米軍による応援給水、神奈川県からの日量10万立方メートルの緊急分水も行なわれた。
やがて東京の制限給水は45%に引き上げられた。
8月6日からは東京の17区で第四次給水制限を開始。1日15時間断水するもので、プールや水洗トイレは使用禁止になり、理髪店、クリーニング店、製氷会社、蕎麦屋、寿司屋、肉屋などは休業を余儀なくされ、医療機関は手術もできなくなり急患以外の診察を取りやめた。都民は入浴はもとより炊事や洗濯もままならなくなり、ポリバケツ、たらい、鍋などを総動員して水の確保に奔走した。会社を休んで給水車を待ったり、水運びから過労で倒れたり、流産、水疎開、水泥棒、水を奪いあう喧嘩など、都民生活は多大な混乱を被った。乾ききって砂埃が舞う都内の情景から、新聞は連日のように「東京砂漠」と見出しで書き立てた。
8月13日から、小河内ダム上空に飛行機で散水する人工降雨実験が始められた。15日には節水目標が45%から50%に引き上げられた。
8月20日、水源地に待望の大雨が降り、さらに25日には秋ヶ瀬取水堰が突貫工事の末にようやく完成して荒川の水が東村山浄水場に導水され、さしもの大渇水もようやく一息つくことになった。結果的に、制限給水は通算1259日（約3年半）にも及んだ。

## その後
1965年3月には利根川と荒川を結ぶ武蔵水路がほぼ完成し（実際の完成は1967年3月）、その後も利根川水系は1967年に矢木沢ダムが完成、1968年に下久保ダムと利根大堰が相次いで完成した。東京の水は8割が利根川・荒川水系に依存するようになり、東京の渇水災害のリスクは大幅に減じられることになった。この時の東京大渇水に匹敵するような大規模な水不足は、その後は東京では起きていない。